# Portrait de Tristan Tzara
Portrait de Tristan Tzara est une peinture réalisée en 1923 par le peintre français Robert Delaunay. 

## Contexte
Pendant la Première Guerre mondiale, les époux Robert et Sonia Delaunay s'étaient réfugiés en Espagne et au Portugal, où ils avaient continué leurs travaux sur l'observation de la lumière et des couleurs. À leur retour, les artistes influents de l'époque 1910-1914 se sont dispersés (Blaise Cendrars entame un tour du monde, Guillaume Apollinaire meurt de la grippe espagnole, Kandinsky est retourné en Russie), ou ont été remplacés par de nouveaux artistes, les dadaïstes, qui deviendront les surréalistes. Le couple Delaunay s'insère dans la vie mondaine de l'époque, et se lie d'amitié avec les nouveaux artistes influents, tels que Philippe Soupault (dont Robert réalisera également un tableau), André Breton, Louis Aragon, Jean Cocteau, ou encore Igor Stravinsky et le poète russe Vladimir Maïakovski. Mais l'ami le plus fidèle de la décennie, celui qui passera de nombreuses soirées chez les Delaunay, c'est Tristan Tzara, fondateur et meneur du mouvement dada

## Analyse
L'élément le plus marquant de ce tableau n'est pas le visage du poète, mais bien son écharpe orange, qui se trouve au centre du tableau et qui prend le plus de place. De plus, c'est elle qui a la couleur la plus marquante, la plus flamboyante, tandis que le visage de Tzara semble pâle et hâblé. Cette écharpe a été créée par Sonia Delaunay selon la technique simultanéiste, en peignant sur le tissu. 
Cette peinture est réalisée après la guerre dans une période où Robert Delaunay retourne à la figuration. Il l'abandonnera définitivement dans les années 1930.